# Arcans majors

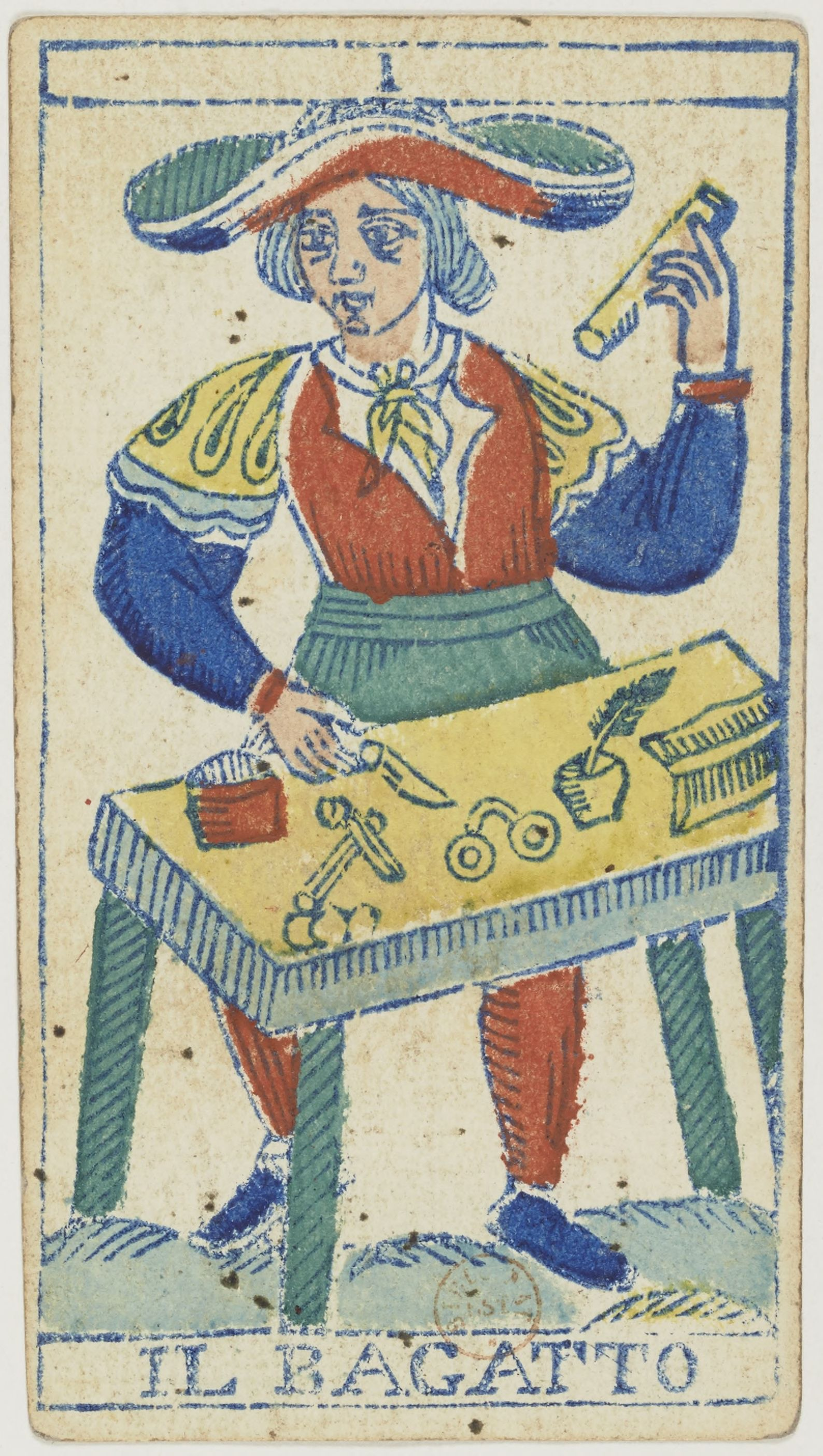
El Mag, representació del Tarot Piemontès (s.XIX)

En les pràctiques ocultistes, els Arcans Majors són els trumfos d'una baralla de tarot. Normalment, hi ha 22 cartes d’aquest tipus en un paquet estàndard de 78 cartes, de les quals se'n numeren 21.
Abans del segle xvii, els trumfos eren simplement un coll més de la baralla de cartes que es feia servir per a jugar. Les seves imatges podien tenir importància a nivell al·legòric i cultural, però més enllà d'això, tenien poca importància mística o màgica. Quan les baralles s'utilitzen per a jugar, aquest coll serveix com a trumfos permanents i es distingeixen de les cartes restants, els colls d'oros, bastos, copes i espases, que els ocultistes coneixen com a Arcans Menors.
Els termes "Arcà Major" i "Arcà Menor" s'utilitzen en la seva aplicació ocultista o endevinatòria del tarot i s'originen amb Jean-Baptiste Pitois (1811-1877), sota el pseudònim Paul Christian.
Michael Dummett escriu que els arcans majors tenien, inicialment, un significat al·legòric o esotèric simple i senzill, originat principalment a l'entorn elitista de les corts italianes del segle XV (època en què es va inventar aquest joc). La importància ocultista va començar a emergir al segle xviii quan Antoine Court de Gébelin, un clergue suís i francmaçó, va publicar Le Monde Primitif. La construcció del significat ocult i endevinatori del tarot, i dels Arcans Majors i Menors, s'aixecaria sobre aquesta base. Per exemple, Court de Gébelin defensava la importància egipcia, cabalística i divina dels trumfos del tarot; Etteilla va crear un mètode d’endevinació mitjançant les cartes del tarot; Éliphas Lévi va treballar per a separar-se de la pretesa naturalesa egípcia del tarot endevinatori, portant-lo de nou al tarot de Marsella, creant una correspondència cabalística "tortuosa" i, fins i tot, va suggerir que els Arcans Majors representessin etapes de la vida. El marquès Stanislas de Guaita va establir els Arcans Majors com una seqüència iniciàtica que s'hauria d'utilitzar per a establir un camí d'ascensió i evolució espiritual. Finalment, Sallie Nichols, psicòloga jungiana, va parlar del profund significat psicològic i arquetípic del tarot, fins i tot codificant tot el procés d’individuació jungiana en els seus trumfos. Aquestes diverses interpretacions dels Arcans Majors es van desenvolupar per etapes, i totes continuen exercint una influència significativa en les explicacions dels professionals sobre els Arcans Majors fins als nostres dies.

## Llista dels Arcans Majors
Cada arcà major representa una escena, principalment amb una o diverses persones, amb molts elements simbòlics. En moltes baralles, cadascun té un número (generalment en xifres romanes) i un nom, tot i que no totes tenen ambdós elements i algunes només tenen una imatge. Cada baralla de tarot és diferent i té unes connotacions pròpies amb les imatges que l'il·lustren, tot i que la majoria de símbols segueixen sent els mateixos. Les primeres baralles portaven imatges sense nom i sense numerar (probablement perquè una gran quantitat de persones que les utilitzaven en aquell moment eren analfabetes), i l'ordre de les cartes no estava estandarditzat.
De fet, a dia d'avui l'ordre de les cartes no és igual en totes les baralles més modernes. Això es deu principalment al Tarot Rider-Waite, en el qual La Força apareix com la vuitena carta i la Justícia com l'onzena, tot i que tradicionalment tenien la numeració a la inversa. Això es deu al fet que Waite va canviar-ne la posició per tal d’adaptar-les millor a les correspondències astrològiques elaborades per l'Orde Hermètic de l’Alba Daurada, segons les quals la vuitena carta està associada amb Leo i l’onzena amb Balança. A causa de la notable popularitat d'aquesta baralla en el món anglosaxó, avui en dia moltes baralles utilitzen aquesta numeració. Ambdues numeracions es consideren vàlides.

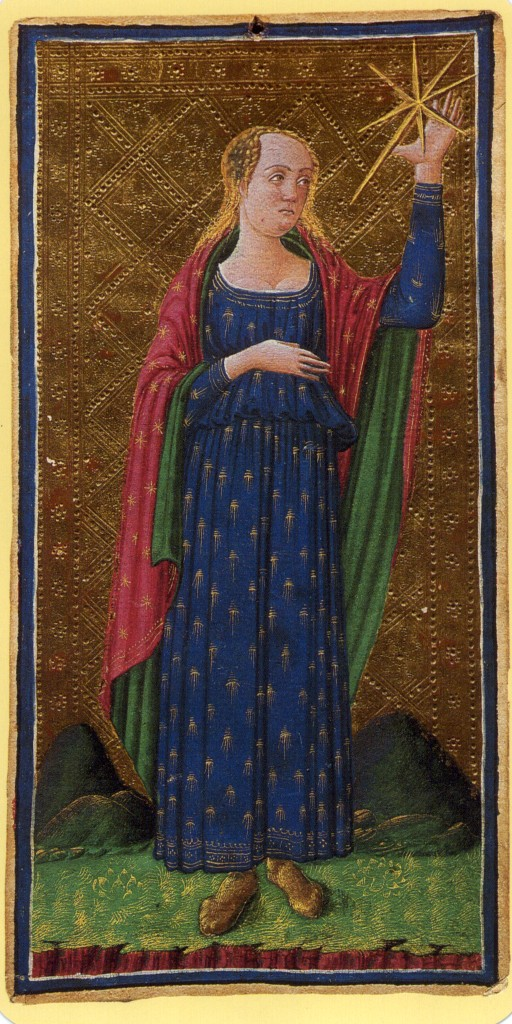
L'estrella, del Tarot Visconti-Sforza. En les baralles més antigues és comú trobar els arcans sense numeració ni nom.

- El Boig
- I - El Mag
- II - La Papessa
- III - L'Emperadriu
- IV - L'Emperador
- V - El Papa
- VI - L'Enamorat
- VII - El Carro
- VIII - La Justícia
- IX - L'Ermità
- X - La Roda de la Fortuna
- XI - La Força
- XII - El Penjat
- XIII - La Mort
- XIV - La Temprança
- XV - El Diable
- XVI - La Torre o Casa de Déu
- XVII - L'Estrella
- XVIII - La Lluna
- XIX - El Sol
- XX - El Judici
- XXI - El Món

## Esoterisme

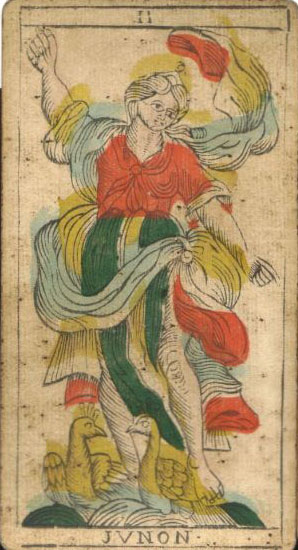
Tot i que els Arcans Majors són els mateixos a la major part de baralles, en ocasions poden canviar segons la regió i l'època. El Tarot de Besançon, per exemple, introduí Júpiter (a la imatge) i Juno en lloc del Papa i la Papessa a causa dels conflictes religiosos entre protestants i catòlics.

Al segle xix, molts ocultistes consideraven el tarot com una "bíblia de bíblies", un dipòsit esotèric de totes les veritats significatives de la creació. La tendència va ser iniciada pel destacat clergue francmaçó i protestant Antoine Court de Gébelin, que va suggerir que el tarot tenia un origen egipci antic i un significat místic diví i cabalístic. Un contemporani seu, el Comte de Mellet, es va afegir a les afirmacions de Court de Gébelin però suggerint que el tarot estava associat al poble gitano i que era, de fet, el llibre d'Hermes Trismegist. Aquestes afirmacions van ser continuades per Etteilla, fundador i propagador del tarot endevinatori i que també propugnava que el tarot tenia un el seu origen a l'antic egipte i que era un relat de la creació del món, així com un llibre de medicina eterna. Éliphas Lévi va revitalitzar la vessant ocultista del tarot associant-lo a la mística Càbala i convertint-lo en un "ingredient principal en la tradició màgica". Com assenyalen Decker, Depaulis i Dummett, "a ell (Lévi) li devem la generalitzada acceptació (del Tarot) com a mitjà per descobrir veritats ocultes i com a document de l'ocultisme ... Els escrits de Lévi van formar el canal a través de que la tradició occidental de la màgia va fluir fins als temps moderns ".
Com mostra la següent cita de P. D. Ouspensky, l’associació del tarot amb misteris màgics hermètics i cabalàstics, va continuar almenys fins a principis del segle xx.
| « | El fet que qüestionem si el Tarot es tracta d’un mètode o d’una doctrina mostra la limitació de la nostra “ment tridimensional”, que és incapaç d’elevar-se per sobre del món de la forma i les contraposicions o d’alliberar-se de tesis i antítesis. Sí, el Tarot conté i expressa qualsevol doctrina que es troba a la nostra consciència i, en aquest sentit, té definició. Representa la natura en tota la riquesa de les seves infinites possibilitats, i hi ha en ella com a la natura, no un, sinó tots els significats potencials. I aquests significats són fluids i canvien, de manera que el Tarot no pot ser específicament això o allò, ja que sempre es mou i, tot i així, és sempre el mateix. | » |

Aquestes afirmacions, iniciades en un primer moment pels francmasons, evolucionant fins als nostres dies i introduint-se en el discurs acadèmic. Semetsky, per exemple, explica que el tarot permet mediar entre la humanitat i la divinitat, o entre déu / esperit / consciència i l'existència humana profana. Nicholson utilitza el tarot per il·lustrar la profunda saviesa de la teologia feminista. Santarcangeli ens informa de la saviesa del foll i Nichols parla del poder arquetípic de la individuació que bull sota la "poderosa" superfície dels arquetips del tarot.

## Cartomància

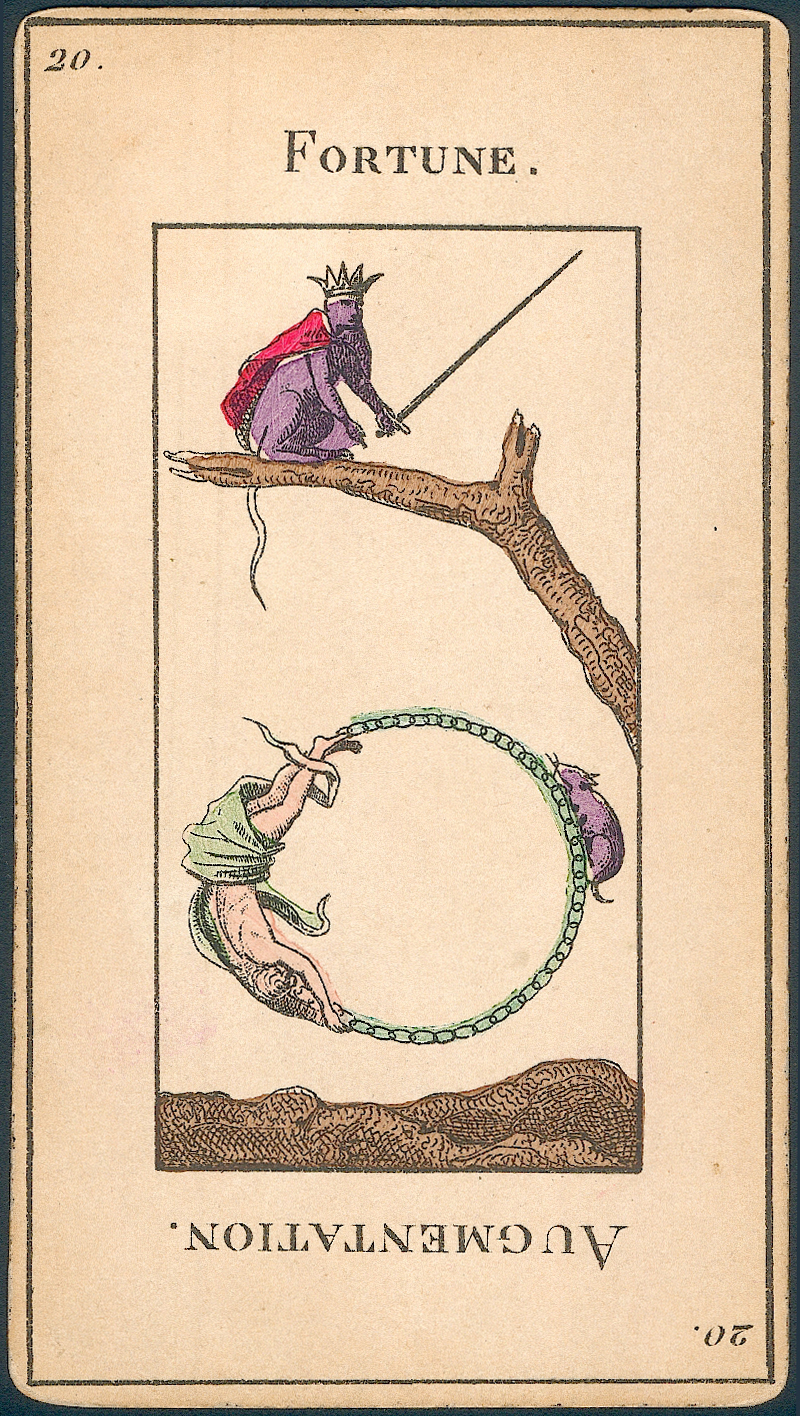
La Roda de la Fortuna del tarot d'Etteilla, el primer dissenyat amb finalitats cartomàntiques

La creació del tarot no té cap connexió amb l'esoterisme, ja que neix com a joc de naips, de manera que no es va inventar com una eina mística o màgica d’endevinació. L’associació del tarot amb la pràctica cartomàntica coincideix amb la seva adopció per part dels francmaçons com a font de saviesa eterna i divina. De fet, eren les mateixes persones que publicaven comentaris esotèrics del tarot màgic i misteriós (per exemple, Antoine Court de Gébelin i el comte de Mellet) que també van publicar comentaris sobre el tarot endevinatori. Hi ha una línia de desenvolupament del tarot cartomàntic que es produeix paral·lelament a la imposició de misteris hermètics sobre el disseny de les cartes que, tot i que manté el seu aspecte mundà, es comença a distingir i a consolidar. Va ser el comte de Mellet qui va iniciar aquest desenvolupament suggerint que els antics egipcis havien utilitzat el tarot per a l'endevinació i proporciona un mètode presumptament utilitzat a l'antic Egipte.
Etteilla consolidà el tarot màgic de manera dràstica inventant un mètode de cartomància, assignant un significat endevinatori a cadascuna de les cartes (tant verticals com invertides), publicant La Cartonomancie français (el llibre on detalla el mètode) i creant el primer tarot esotèric amb cartes destinades exclusivament a la pràctica cartomàntica. El mètode original d'Etteilla va ser dissenyat per treballar amb una baralla de cartes comú coneguda com la baralla de piquet. No va ser fins al 1783, dos anys després que Antoine Court de Gébelin publiqués Le Monde Primitif, que va convertir la seva experiència en el desenvolupament d’un mètode cartomàntic que utilitzava el model de tarot estàndard (és a dir, el Tarot de Marsella). Això es va formalitzar amb la publicació del llibre Maniere de se récréer avec le jeu de cartes nommées tarots i la creació d’una societat per a la cartomància del tarot, la Société littéraire des associés libres des interprètes du liver de Thot. Posteriorment, la societat va publicar el Dictionnaire synonimique du Livere de Thot, un llibre que "tabulava sistemàticament tots els significats possibles que cada carta podia tenir, en posició vertical i invertida".
Després d'Etteilla, Marie-Anne Adelaid Lenormand (1768-1830) i altres van fer evolucionar la cartomància del tarot. Lenormand va ser la primera i més famosa cartomàntica de les celebritats, afirmant ser el confident de l'emperadriu Josefina de Beauharnais i d'altres personalitats locals. Era tan popular i va consolidar de tal manera la cartomància amb el tarot a França, que dos anys després de la seva mort es publicà una baralla especial titulada Grand Jeu de Mlle Lenormand. Des de llavors van seguir apareguent moltes altres baralles de tarot, especialment basades en el simbolisme egipci d'Etteilla, si bé algunes s'il·lustraven amb altres motius (per exemple, bíblics o medievals).

### Misticisme

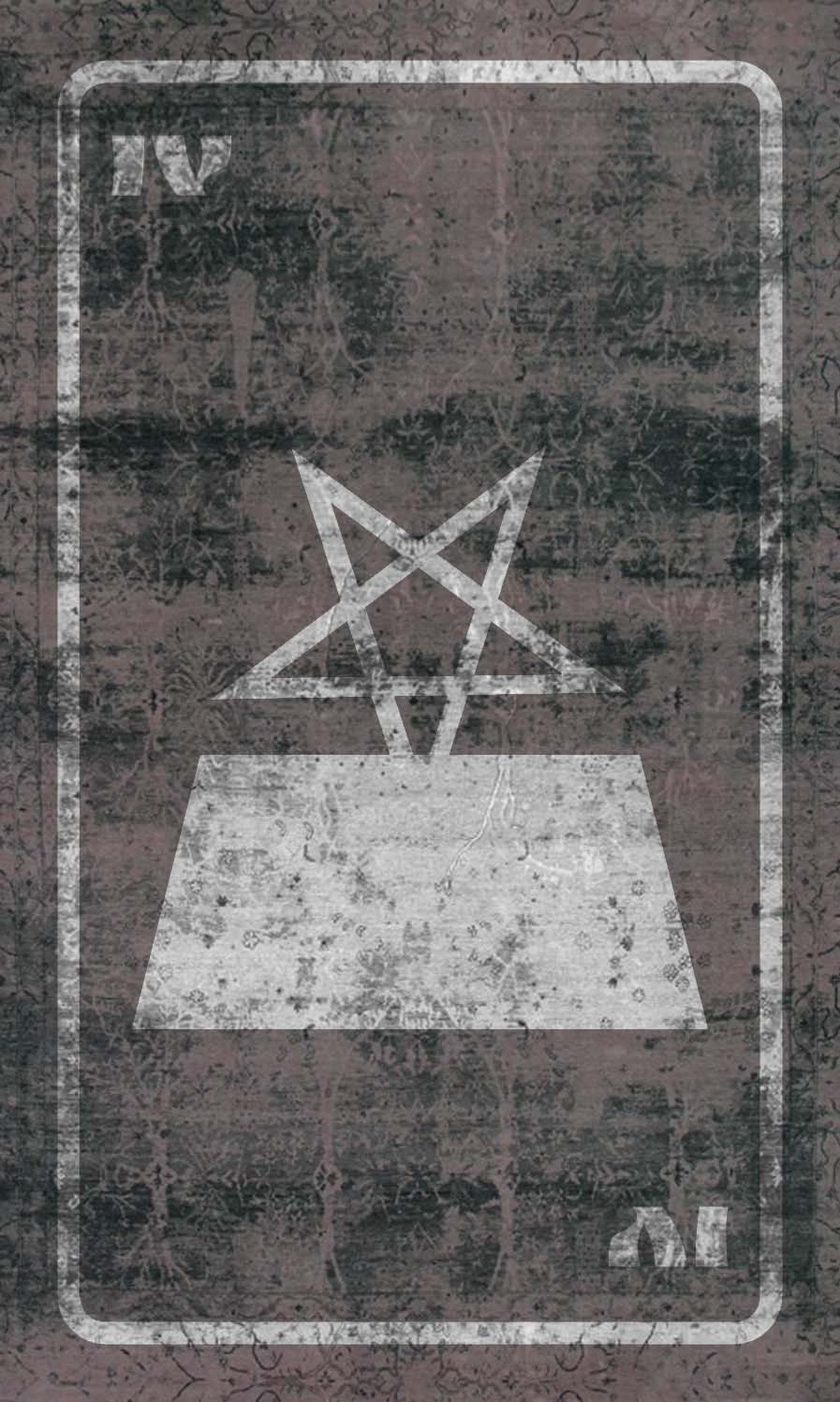
Durant els darrers dos segles han proliferat versions de tot tipus de baralles de tarot, cada una amb una interpretació concreta dels arcans majors. La imatge és de L'Emperador segons el Tarot Satànic

A principis del segle xviii, els escriptors maçònics i els clergues protestants havien establert els trumfos del tarot com a fonts ocultes de la saviesa hermètica antiga i de la gnosi cristiana, així com a eines reveladores d’inspiració cartomàntica divina, però no s'aturaven aquí. El 1870 Jean-Baptiste Pitois (més conegut com a Paul Christian) va escriure un llibre titulat Historie de la magie, du monde surnaturel et de la fatalité à travers les temps et le peuples. En aquest llibre, Christian identifica els trumfos del tarot com a representants de les "principals escenes" de les "proves" iniciàtiques de l'antic Egipte. Christian proporciona una anàlisi ampliada dels rituals d’iniciació de l’antic Egipte que inclou piràmides, 78 passos i la revelació iniciàtica de secrets. Decker, Depaulis i Dummett escriuen:
| « | En una etapa del procediment d’iniciació, Christian ens diu ... el postulant baixa per una escala de ferro, amb setanta-vuit esglaons, i entra a una sala a banda i banda de la qual hi ha dotze estàtues i, entre cada parell d’estàtues, una pintura. Es diu que aquestes vint-i-dues pintures són arcans o jeroglífics simbòlics; la Ciència de la Voluntat, el principi de tota saviesa i font de tot poder, està continguda en elles. Cadascuna correspon a una "lletra del llenguatge sagrat" i a un número, i cadascuna expressa una realitat del món diví, una realitat del món intel·lectual i una realitat del món físic. Els significats secrets d'aquests vint-i-dos arcans se li exposen llavors. | » |

Christian intenta donar autoritat a la seva anàlisi atribuint falsament un relat dels rituals d’iniciació egipcis antics a Iamblichus. Malgrat tot, la falsa història de Christian sobre la iniciació a través del tarot es reforça ràpidament amb la formació d’una revista ocultista el 1889 titulada L’Initiation, la publicació d’un assaig d'Oswald Wirth al llibre de Papus Le Tarot des Bohémiens que afirma que el tarot no és res menys que un llibre sagrat d'iniciació oculta i la publicació del llibre de François-Charles Barlet titulat també L'Initiation. Després de tot això, la rellevància iniciàtica del tarot quedaria fermament arrelada en la ment dels practicants de l'ocultisme.
L’aparició del tarot com a obra mestra iniciàtica va coincidir i s'adaptava perfectament al floriment d’ordres esotèrics iniciàtics i confraries secretes a mitjan segle xix. Per exemple, el marquès Stanislas de Guaita (1861–1897) va fundar la Cabalistic Order of the Rosy Cross (en català: l'Orde Cabalística de la Rosa-Creu) el 1888 juntament amb diversos autors importants sobre el tarot iniciàtic (per exemple, Papus, François-Charles Barlet i Joséphin Péladin). Aquestes ordres posaven un gran èmfasi en els secrets, avançaven en els graus i en les proves iniciàtiques, per la qual cosa no és d'estranyar que, ja tenint el tarot a mà, entenguessin el significat iniciàtic del tarot. Fer-ho no només va donar un aire d’autoritat divina, mística i antiga a les seves pràctiques, sinó que els va permetre continuar exposant el significat màgic i místic, del presumiblement antic i hermètic tarot.